# Claude d'Abbeville

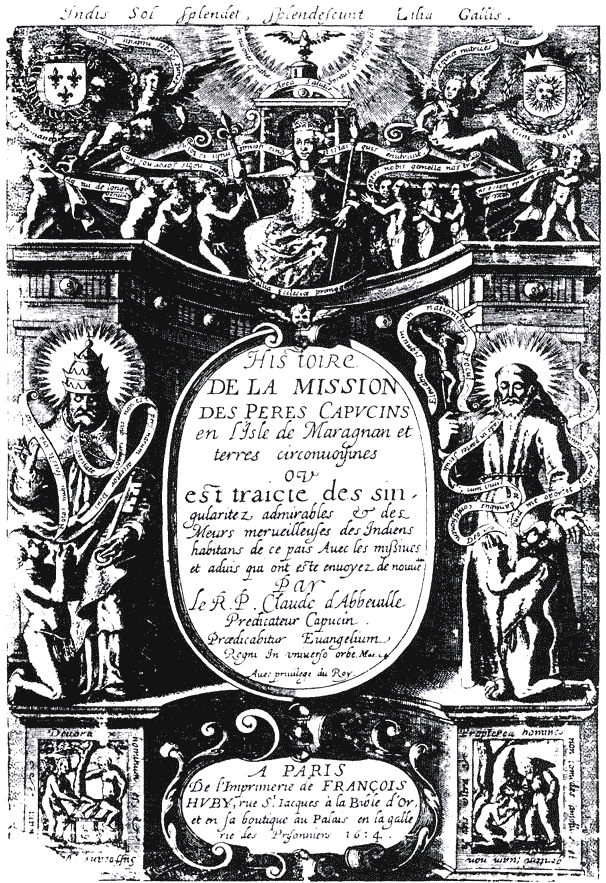
Portada de Histoire de la mission, por Claude d'Abbeville.

Claude d'Abbeville (Rouen, ? - 1632) fue un religioso y entomólogo francés.

## Biografía
Fue un fraile franciscano del siglo XVII, que trabajó como misionero con los tupinambáes en Maranhao, hoy Brasil. Formaba parte de un grupo de colonizadores y una misión de cuatro franciscanos enviados bajo una carta de 1611 por la regente María de Médicis, y también fue acompañado por el padre Yves d'Evreux.
La empresa colonial «France Équinoxiale» fue dirigida por Daniel de La Touche, señor de la Ravardière, y François de Razilly. El puesto de avanzada se constituyó en la ciudad de São Luís do Maranhão. Los franceses llegaron a la isla en agosto de 1612. Uno de los objetivos de la misión era establecer el comercio del «palo brasil» —un árbol cuya una madera era muy cotizada en la época por proporcionar un tinte rojizo usado en la confección de tectiles— y del tabaco.
Los religiosos trabajaron en la isla São Luis en la desembocadura del río Amazonas, donde los franceses habían fundado en 1612-115 el fuerte Saint Louis, una misión católica. Los dos frailes Yves d'Evreux y Claude d'Abbeville, aprendieron la lengua tupinambá y escribieron sobre su experiencia.
A los esfuerzos coloniales católicos del siglo XVII siguieron las tentativas del protestantismo para el establecimiento de una colonia en América del Sur, sobre todo la efímera Francia Antártica (colonia establecida por los franceses en Río de Janeiro), y marcaron la dominación reciente de la fe católica sobre el protestantismo en Francia. Los tupinambáes se aliaron con los franceses, con el objetivo de oponerse y resistirse a las usurpaciones portuguesas.
La misión organizó el envío de indios tupinambáes de Maranhão a la corte de Luis XIII en Francia, donde creó gran expectación su presencia.  El padre Claude comentó con entusiasmo sobre la visita de los indios en París, extrañándose que en la ciudad,  que estaba acostumbrada a lo extraño y lo exótico, llamaran tanto la atención la visita de estos personajes.
Cuando Francia y España (incluyendo Portugal en la Unión ibérica) se hicieron aliadas por el matrimonio de Luis XIII con Ana de Austria en 1615, el apoyo a la colonia fue interrumpido y los colonos abandonados. Los portugueses expulsaron pronto a los franceses de la colonia. El libro escrito por Claude d'Abbeville fue quitado de circulación, y el trabajo similar realizado por Yves d'Evreux y Francois Huby fue destruido.

## Obras
- Claude d'Abbeville: "Histoire de la mission des pères Capucins en l'isle de Maragnan et terres circonvoisins" (Historia de las Misiones de los Padres Capuchinos en la Isla de Maranhao) (1614).